# 諾雅爾·查希爾·沙
諾雅爾·查希爾·沙（英語：Noal Zaher Shah，1980年12月6日—），阿富汗皇族。她是阿富汗末代国王穆罕默德·查希尔沙的孙女，父亲穆罕默德·達烏德·普什圖亞·汗是查希尔沙的第五名儿子。
查希尔沙国王退位后一家定居意大利，諾雅爾在罗马出生和长大。2012年，当时居住在土耳其伊斯坦布尔的諾雅爾在一场列支敦士登王室婚礼上邂逅了賽義德親王穆罕默德·阿里。穆罕默德·阿里是埃及末代国王福阿德二世的儿子。2013年8月，两人在土耳其彻拉安宫结婚。2017年1月12日，諾雅爾诞下一对龙凤胎：福阿德-查希爾王子和法拉-努爾公主。